# Djakaridja Koné
Djakaridja Koné (* 22. června 1986, Abidžan, Pobřeží slonoviny) je fotbalový záložník z Burkiny Faso a původem z Pobřeží slonoviny, který je v současné době hráčem francouzského klubu Evian Thonon Gaillard. Je také reprezentantem Burkiny Faso.

## Klubová kariéra
Djakaridja Koné hrál během své profesionální kariéry v klubech Hapoel Petah Tikva (Izrael), FC Dinamo București (Rumunsko) a Evian Thonon Gaillard (Francie). S Dinamem București vyhrál v sezóně 2011/12 Cupa României (rumunský fotbalový pohár), ve finále proti rivalovi FC Rapid București (výhra 1:0) byl vyhlášen nejlepším hráčem utkání.

## Reprezentační kariéra
V seniorské reprezentaci Burkiny Faso debutoval v roce 2011.
Zúčastnil se Afrického poháru národů 2013 v Jihoafrické republice, kde se burkinafaský národní tým probil do finále proti Nigérii, které podlehl 0:1.

Zúčastnil se i Afrického poháru národů 2015 v Rovníkové Guineji.